# Louvrska palača
Louvrska palača (francosko Palais du Louvre, nekdanja kraljeva palača) stoji na desnem bregu Sene v Parizu, med vrtovi  Tuilerijske palače in cerkvijo Saint-Germain l'Auxerrois. Prvotno je bila trdnjava, zgrajena v srednjeveškem obdobju, v 14. stoletju je postala kraljeva palača Karla V. in so jo francoski kralji občasno uporabljali kot glavno pariško prebivališče. Sedanji stavbni kompleks se je razvijal po fazah od 16. stoletja dalje. Leta 1793 je del Louvra postal javni muzej, zdaj muzej Louvre, ki se je sčasoma razširil in zasedel večino stavbe.

## Opis

### Kompleks
Današnja palača je obsežen kompleks kril in paviljonov na štirih glavnih ravneh, ki je, čeprav je videti enotna, rezultat mnogih faz gradnje, predelave, uničenja in obnove. Palača stoji na desni obali Sene med Rue de Rivoli na severu in Quai François Mitterrand na jugu. Na zahodu je Jardin des Tuileries in na vzhodu Rue de l'Amiral de Coligny, kjer najdemo najbolj arhitektonsko znano fasado, Louvrsko kolonado in Place du Louvre. Kompleks zaseda približno 40 hektarjev in tvori dva glavna štirikotnika, ki zajemata dve veliki dvorišči: dvorišče Cour Carrée (kvadratno dvorišče), zgrajeno pod Napoleonom I. in večje Cour Napoléon (Napoleonovo dvorišče) z Cour du Carrousel na zahodu, zgrajeno pod Napoleonom III. Cour Napoléon in Cour du Carrousel sta ločena z ulico Place du Carrousel.
Kompleks Louvra lahko razdelimo na »Stari Louvre«: srednjeveški in renesančni paviljon ter krila, ki obkrožajo Cour Carrée, in Grande Galerie, ki se razteza proti zahodu vzdolž obale Sene; in »Novi Louvre«: paviljoni in krila iz 19. stoletja, ki se raztezajo vzdolž severne in južne strani Cour Napoléon, skupaj s podaljšanji na zahodu (severno in južno od Cour du Carrousel), ki so bili prvotno del Palais des Tuileries (Tuilerijska palača), zgorela v pariški komuni leta 1871.
V kompleksu palače je približno 51.615 kvadratnih metrov namenjenih za javne razstavne površine.

### »Stari Louvre«
Stari Louvre stoji na mestu nekdanjega gradu Louvre, trdnjave iz 12. stoletja, ki jo je zgradil kralj Filip II. August, imenovano tudi Louvre. Njegovi temelji so vidni v kleti kot oddelek »srednjeveški Louvre«. To strukturo je leta 1546 kralj Franc I. porušil v korist večje kraljeve rezidence, ki so jo dograjevali skoraj vsi naslednji francoski monarhi. Kralj Ludvik XIV., ki je prebival v Louvru do odhoda v Versailles leta 1678, je končal Cour Carrée, ki je bil na mestni strani zaprt s kolonado. Stari Louvre je štirikotnik s stranico približno 160 m, ki jo sestavlja 8 ailes (kril), ki so artikulirana s 8 pavillons (paviljoni). Začenši na severozahodnem vogalu in se gibljejo v smeri urinega kazalca, so paviljoni sestavljeni iz: Pavillon de Beauvais, Pavillon de Marengo, severovzhodni paviljon, osrednji paviljon, jugovzhodni paviljon, Pavillon des Arts, Pavillon du Roi in Pavillon Sully (prej Pavillon de l'Horloge). Med Pavillon du Roi in Pavillon Sully je Aile Lescot (krilo Lescot): zgrajeno med 1546 in 1551, je najstarejši del vidnih zunanjih višin in je bil pomemben pri oblikovanju kalupa za kasnejši francoski arhitekturni klasicizem. Med Pavillon Sully in Pavillon de Beauvais je Aile Lemercier (krilo Lemercier): zgrajen leta 1639 pod Ludvikom XIII. in kardinalom Richelieujem, je simetričen podaljšek Lescotovega krila v istem renesančnem slogu. S tem so bile porušeni zadnji zunanji ostanki srednjeveškega Louvra.

### »Novi Louvre«
Novi Louvre je ime, ki se pogosto uporablja za krila in paviljone, ki podaljšujejo palačo za približno 500 m proti severu (Napoleon I. in Napoleon III. sledita četrt milje dolgi Henrika IV. Seine Riverside Grande Galerie) in na južni (Napoléon III.) strani Cour Napoléon in Cour du Carrousel. Napoléon III. je končno povezal severni konec Tuilerijske palače z Louvrom v 1850-ih in tako dokončno dosegel Grand Dessein (Veliki dizajn), ki ga je prvotno predvidel kralj Henrik IV. v 16. stoletju. Ta gradnja je trajala le nekaj let, ko je bila leta 1871 Tuilerijska palača požgana in leta 1883 končno uničena. Severni del Novega Louvra je sestavljen (od vzhoda proti zahodu) iz treh velikih paviljonov vzdolž Rue de Rivoli: Pavillon de la Bibliothèque, Pavillon de Rohan in Pavillon de Marsan. Na notranji strani (dvoriščna stran) Pavillon de la Bibliothèque so trije paviljoni; Pavillon Colbert, Pavillon Richelieu in Pavillon Turgot; ti paviljoni in njihova krila opredeljujejo tri hčerinska dvorišča, od vzhoda proti zahodu: Cour Khorsabad, Cour Puget in Cour Marly.
Južni del novega Louvra je sestavljen (od vzhoda do zahoda) iz petih velikih paviljonov ob Quai François Mitterrand (in obali Sene): Pavillon de la Lesdiguieres, Pavillon des Sessions, Pavillon de la Tremoille, Pavillon des États in Pavillon de Flore. Na severni strani so trije notranji  paviljoni (Pavillon Daru, Pavillon Denon in Pavillon Mollien) in njihova krila opredelili še tri hčerinska dvorišča: Cour du Sphinx, Cour Visconti in Cour Lefuel.
Kitajsko-ameriški arhitekt I. M. Pei je bil leta 1983 izbran za zasnovo projekta Grand Louvre Françoisa Mitterranda (1981–2002). Podzemni kompleks pisarn, trgovin, razstavnih prostorov, skladišč, parkirišč, avditorij, turistična avtobusna postaja in kavarna je bil zgrajen pod Cour Napoléon in Cour du Carrousel. Pritlični vhod v ta kompleks je v središču Cour Napoléon in je okronan z vidno jekleno-stekleno piramido (1989), najbolj znanim elementom, ki ga je oblikoval Pei.
V predlogu Kennetha Carboneja je bila nomenklatura kril Louvra leta 1987 poenostavljena, da bi odražala organizacijo Grand Louvre. V skladu s tremi paviljoni, skozi katere mora prestopiti javnost, da bi dosegli muzej iz glavnega sprejemnega prostora pod stekleno piramido, se severni del kompleksa zdaj imenuje Richelieujevo krilo, vzhodno kot krilo Sully in na jugu, kot krilo Denon. To priložnostnemu obiskovalcu omogoča, da se (v določeni meri) izogne temu, da se popolnoma zmede ob čudoviti paleti imenovanih kril in paviljonov.

## Zgodovina

### Izvor imena
Izvor imena Louvre je nejasen. Francoski zgodovinar Henri Sauval, ki je verjetno pisal v 1660-ih, je izjavil, da je videl »v starem latinsko-saksonskem glosarju, Leouar preveden v grad« in tako vzel Leouar kot izvor Louvra. Po Keithu Briggsu se Sauvalova teorija pogosto ponavlja, tudi v najnovejših knjigah, toda ta glosar ni bil nikoli več viden, Sauvalova ideja pa je zastarela. Briggs predlaga, da je predlog J. J. Wolfa iz leta 1969, da je Louvre iz latinskega Rubras, kar pomeni »rdeča zemlja«, bolj verjeten. David Hanser pa po drugi strani poroča, da lahko ta beseda izvira iz francoske louveterie, »kraj, kjer so pse trenirali za lovljenje volkov«.

### 12.–15. stoletje

#### Srednji vek

##### Trdnjava
Leta 1190 je kralj Filip II. Avgust, ki se je hotel odpraviti na tretjo križarsko vojno, odredil gradnjo obrambnega ograjenega prostora po vsem Parizu. Da bi zaščitil mesto pred potencialnimi vsiljivci s severozahoda, se je odločil, da bo zgradil posebno trdno trdnjavo (prvi Louvre) tik ob eni najbolj ranljivih mestnih obzidij, stičišču z reko Seno na desnem bregu. Dokončana leta 1202, je bila nova trdnjava na jugozahodnem kvadrantu Cour Carréeja. (Arheološka odkritja prvotne utrdbe so del srednjeveške razstave Louvre v Sullyjevem krilu muzeja.)
Prvi Louvre je imel skoraj kvadratni tloris (87 x 72 m) in je bil obdan z 2,6-m debelim nazobčanim obzidjem. Celotna zgradba je bila obdana z vodo napolnjenim jarkom. Zunaj obzidja je bilo pritrjenih deset okroglih obrambnih stolpov: eden na vsakem vogalu in središču severne in zahodne stene ter dva para ob robu ozkih vrat na južni in vzhodni steni.
Na dvorišču, rahlo odmaknjenem proti severovzhodu, je bil valjast stolp (donžon), ki je bil 30 m visok, premera 15 m in stenami debeline 4 m. Stolp je bil obkrožen z globokim, suhim jarkom s kamnitim zidom, ki je pomagal preprečiti dostop z lestvami. Nastanitve v trdnjavi so zagotavljale obokane sobe v stolpu in dve krili, ki sta bili zgrajeni proti notranjosti kurtin zahodne in južne strani. Grad je bil trdnjava, vendar še ni bil kraljeva rezidenca. Pariški sedež monarhov je bil takrat Palais de la Cité. 
Krožni tlorisi stolpov in bivalno-obrambnega gradu so se izogibali mrtvim kotom, ki so jih ustvarili kvadratni ali pravokotni vzorci, ki bi napadalcem omogočali, da bi se približali strelnemu območju. Valjasti stolpi so bili takrat značilni za francoske gradove, vendar jih je bilo le malo velikosti Louvra. Postal je simbol moči monarhije in bil omenjen v prisegi zvestobe kralju, celo do konca francoskega starega reda, dolgo po tem, ko je bil donžon leta 1528 porušen.
Louvre so v srednjem veku pogosto prenavljali. Pod Ludvikom IX. sredi 13. stoletja je Louvre postal prostor za kraljevsko zakladnico. V času rodbine Valois je imel zapor in dvorne sobe. 

##### Kraljeva rezidenca
Rast mesta in prihod stoletne vojne sta Etienna Marcela, predstojnika pariških trgovcev, pripeljala do gradnje zemeljskega obzidja pred Filipovim obzidjem (1356–1358). Novo obzidje je bilo nadgrajeno pod Karlom V. Ostanke Karlovega zidu se lahko vidi v današnji Galeriji du Carrousel v Louvru. Od njegove najbolj zahodne točke na Tour du Bois, se je novo obzidje razširilo vzhodno vzdolž severnega brega Sene do starega obzidja, obdajalo je Louvre in močno zmanjšalo njegovo vojaško izpostavljenost.
Po ponižanju, ki ga je utrpel Karel v Palais de la Cité, se je odločil, da jo bo zapustil in naredil Louvre za kraljevo rezidenco. Preobrazba iz trdnjave v palačo je potekala od 1360 do 1380. Kurtina je bila predrta z okni, na dvorišču so bila dodana nova krila, na vrhu pa so izdelani dimniki, stolpiči in fiale. Poznana kot joli Louvre (ljubek Louvre), je Karlova palača užitka  vidna na ilustraciji za Mesec oktober iz Duc du Berryjevega Très Riches Heres.

### 16. stoletje

#### Renesančno obdobje
Leta 1528, po vrnitvi iz ujetništva v Španiji, je Franc I. naročil rušenje donžona. V palači Fontainebleau je Franc pridobil, kar je postalo jedro Louvrske posesti. Ta pridobitev je vključevala tudi Da Vincijevo Mono Lizo. Leta 1546 je arhitektu Pierru Lescotu in kiparju Jeanu Goujonu naročil, da Louvre posodobita v renesančno palačo. Lescot je prej delal na dvorcih v dolini Loare in je bil sprejet kot projektni arhitekt. Francova smrt je leta 1547 prekinila delo, vendar se je nadaljevalo pod Henrikom II. leta 1549.
Lescot je porušil zahodno krilo starega Louvra in ga ponovno zgradil (zdaj znano kot Lescotovo krilo), dodal pa je tudi strop Henrika II. spalnice v Pavillon du Roi, ki se je oddaljilo od tradicionalnega sloga in namestil Salle des Caryatides, v kateri so bile narejene kariatide na osnovi grških in rimskih del. Umetnostni zgodovinar Anthony Blunt se sklicuje na Lescotovo delo »kot oblika francoskega klasicizma, ki ima svoja načela in svojo harmonijo«. 
V času vladavine Franca II. in Karla IX. (1559-1567) je Lescot porušil južno krilo starega Louvra in ga nadomestil s podvajanjem Lescotovega krila. Predvideva se, da naj bi se ustvaril štiristranski dvor, enake velikosti kot stari Louvre in podoben Château d'Écouen, z enakim tretjim krilom na severu in spodnjim, vhodnim krilom na vzhodu.
Lescot je oblikoval tudi Petite Galerie, ki je potekala od jugozahodnega vogala Louvra do Sene. Vendar so se vsa dela ustavila v poznih 1560-ih zaradi verskih vojn.
Medtem je Katarina Medičejska začela leta 1564 voditi gradnjo dvorca proti zahodu, zunaj obzidja Karla V. Postala je znana kot Tuilerijska palača, ker je bila zgrajena na mestu stare tovarne ploščic (tuileries). Projekt je začel njen arhitekt Philibert de l'Orme, ki ga je po njegovi smrti leta 1570 zamenjal Jean Bullant.
- Dvoriščna fasada Lescotovega krila, gravura Jacques Androuet du Cerceau, 1576
- Pavilon du Roi, južna fasada, du Cerceau, 1576
- Tloris pritličja renesančnega Louvra z Lescotovim krilom zgoraj in južnim krilom na levi[18]
- Zahodna fasada Lescotovega krila c. 1560, risba arhitekta Henrija Legranda (1868) na podlagi zgodovinskih dokumentov[19]
- Južna fasada s Pavillon du Roi na levi in JV stolp starega Louvra na desni (gravura Israël Silvestre, c. 1650)
- Pogled na Petite Galerie z južnim krilom na desni (gavura Silvestre pre 1654)

Bourboni so leta 1589 prevzeli nadzor nad Francijo. Med svojo vladavino (1589–1610) je Henrik IV. začel svoj Grand Design, da bi odstranil ostanke srednjeveške trdnjave, povečal območje Cour Carrée in ustvaril povezavo med Tuilerijsko palačo in Louvrom. Povezavo sta preko Grande Galerie zaključila arhitekta Jacques II. Androuet du Cerceau in Louis Métezeau.
Več kot četrt milje dolg in sto metrov širok, je bil ta ogromen dodatek zgrajen vzdolž brega Sene; v času dokončanja je bila najdaljša stavba te vrste na svetu. Henrik IV., promotor umetnosti, je povabil na stotine umetnikov in obrtnikov, da so živeli in delali na spodnjih nadstropjih stavbe. (Ta tradicija se je nadaljevala še 200 let, dokler je Napoleon III. ni končal).
- Tuilerijska palača povezana z Grande Galerie z renesančnim Louvrom na Merianovem zemljevidu Pariza, 1615
- Južna fasada renesančnega Louvra, delo Reiniera Noomsa - Zeemana c. 1650. Vzhodni konec Grande Galerie je na levi in Petit-Bourbon na desni.

## 17.–18. stoletje =
V začetku 17. stoletja je Ludvik XIII. začel podvajati dolžino krila Lescot na severu. Njegov arhitekt Jacques Lemercier je oblikoval in dopolnil krilo okoli leta 1642. Njegov osrednji paviljon je kasneje postal znan kot Pavillon de l'Horloge, ko mu je bila leta 1857 dodana ura. Lemercier je prav tako začel z gradnjo prvega dela severnega krila, ki je vodil proti vzhodu.
- Zahodna fasada Louvra, c. 1644, kaše Jacquesa Lemerciera severni podaljšek Lescotovega krila s samo pritličnimi stenami terminalnega paviljona Pavillon de Beauvais, (gravura Israël Silvestre)
- Kasnejša fasada Lemercijevega krila prikazuje Pavillon de Beauvais, ki je dokončan in prvi del severnega krila na vzhodu (gravura Silvestre)
- Pogled na Cour Carrée, ki gleda proti jugu in prikazuje rušenje severnega krila starega Louvra z nedotaknjenim severovzhodnim stolpom (gravura Silvestre)

Leta 1659 je Ludvik XIV. z arhitektom Louisom Le Vaujem in slikarjem Charlesom Le Brunom sprožil novo fazo gradnje. Le Vau je nadziral preoblikovanje in dokončanje Tuilerijske palače, v Louvru pa dokončanje strukture severnega krila, podvojitev dolžine južnega krila, dekoracijo Pavillon du Roi, nastanek Grand Cabinet du Roi (nova galerija vzporedno s Petite Galerijo) in kapelo. Le Brun je okrasil Galerie d'Apollon. Krajinski arhitekt André le Notre je preoblikoval park v Tuileriejah v francoskem slogu, ki ga je leta 1564 ustvarila Katarina Medičejska v italijanskem slogu.
Cabinet du Roi je obsegal sedem prostorov zahodno od Galerie d'Apollon v zgornjem nadstropju prenovljene galerije Petite Galerie. Veliko kraljevih slik je bilo v teh prostorih razstavljeno leta 1673, ko je postala umetniška galerija, ki je bila dostopna nekaterim ljubiteljem umetnosti kot nekakšen muzej. Leta 1681, potem ko se je dvor preselil v Versailles, je bilo tja preneseno 26 slik, kar je nekoliko zmanjšalo zbirko, vendar je omenjena v pariških vodičih iz leta 1684 in je bila predstavljena veleposlanikom iz Siama leta 1686.
Po naročilu Ludvika XIV. je odbor arhitektov, Petit Conseil, ki so ga sestavljali Le Vau, Le Brun in Claude Perrault, oblikoval vzhodno fasado Louvra, začetek leta 1668 in končanje okoli 1680, v času vladanja Ludvika XIV., vendar krilo za njim ni bilo dokončano do 19. stoletja in prihoda Napoleona. Dokončna zasnova je pripisana Perraultu, ki je naredil končne spremembe, ki so bile potrebne, da se sprejme odločitev o podvojitvi širine južnega krila.
Vzhodna fasada je okrnjena z brezkompromisno italijansko balustrado vzdolž izrazito nefrancoske ravne strehe, ki je bila revolucionarna odprava v francoski arhitekturi. Oblikovanje je bilo izbrano po zasnovi velikega italijanskega arhitekta Berninija, ki se je posebej odpravil v Pariz, da bi delal v Louvru. Perrault je rimskega arhitekta Vitruvija prevedel v francoščino. Zdaj Perrultovi ritmični parni stebri tvorijo senčeno kolonado z osrednjim visokim slavolokom na vhodu pod pedimentom, s precej nevpadujočo bazo, v zadržani klasični baročni maniri, ki je stoletja zagotavljala model za velike stavbe v Evropi in Ameriki. Metropolitanski muzej v New Yorku na primer, odraža Perraultov dizajn v Louvru.
- Vzhodno krilo Louvra (1665–80), ena najbolj vplivnih klasičnih fasad, zgrajenih v Evropi
- Louvre na Turgotovem pariškem zemljevidu, objavljenem leta 1739. Ludvik XIV. ni nikoli končal postavljanja strehe na severno in vzhodno krilo ali južno polovico na južno krilo; končno je bila dodana stoletje kasneje, pod Napoleonom.

Perrault je bil odgovoren tudi za podvojitev širine južnega krila, ki je zajemala prvotno Le Vaujevo južno fasado in oblikovanje nove južne fasade, ki je bolj združljiva z vzhodno fasado. Oblikoval je tudi fasado na severni strani krila in naj bi bil odgovoren za oblikovanje severne, vzhodne in južne fasade Cour Carrée.

### 19. stoletje
Leta 1806 se je začela gradnja Arc de Triomphe du Carrousel v vznožju med dvema zahodnima kriloma, ki ga je cesar Napoleon I. naročil v spomin na njegove vojaške zmage in ga je zasnoval arhitekt Charles Percier, nadgrajen s kvadrigo, ki jo je oblikoval François Joseph Bosio leta 1808.
Sredi 19. stoletja so na Place du Carrousel (sredi kompleksa Louvre) še vedno posegale stare hiše. Med drugim cesarstvom so te stare hiše podrli. Ogromen kompleks Louvre–Tuilerije, katerega glavni načrt je bil predviden tri stoletja prej, je bil dokončno zaključen z gradnjo Richelieujevega krila (severno krilo Louvra vzdolž Rue de Rivoli) in Denonovega krila na jugu. Ti novi krili 1852–1857, arhitektov Louisa Viscontija in Hectorja Lefuela, predstavljata različico neobaroka, ki je polna podrobnosti drugega cesarstva. Obsežen kiparski program vključuje več pedimentov in serijo 86 kipov znanih moških, od katerih je vsak označen. To so:
- zgodovinar Philippe de Commines, avtor Eugène-Louis Lequesne
- naravoslovec Georges-Louis Leclerc, Comte de Buffon, avtor Eugène André Oudiné
- kemik Antoine Lavoisier, Jacques-Léonard Maillet
- zgodovinar Jacques-Auguste de Thou, Louis Auguste Deligand
- filozof Jean-Jacques Rousseau, avtor Jean-Baptiste Farochon
- Sébastien Le Prestre de Vauban, Gustave Crauck

Maja 1871, med zatiranjem pariške komune, so komunardi požgali Tuilerijsko palačo, ki je bila popolnoma uničena, razen Pavilion de Flore. V požaru je bila uničena Richelieujeva knjižnica v Louvru, preostali del muzeja pa so rešila prizadevanja gasilcev in muzejskih kuratorjev. Zahodni konec dvorišča Louvre je od takrat ostal odprt in je oblikoval Cour d'honneur.
Deli Pavillon de Flore in Pavillon de Marsan, na najzahodnejšem koncu palače (južni in severni kraki, v tem zaporedju), sta bili poškodovani, ko je bila uničena Tuilerijska palača, pozneje v začetku leta 1874 pa sta bila obnovljena. Nadaljnja širitev in okraševanje Louvra se je nadaljevalo do leta 1876. Po veliko razpravah se je Tretja republika odločila, da bo porušila ruševine Tuilerijske palače, kar je bilo izvedeno leta 1882. Paviljon Flore je nato služil kot model za obnovo Muzeja dekorativnih umetnosti (Musée des Arts Decoratifs), ki ga postavil arhitekt Gaston Redon leta 1905.
Leta 1888 je bil v središču Cour Napoléon postavljen spomenik Léonu Gambettu, kjer danes stoji piramida, ki so ga nato napolnili z vrtovi, od katerih je eden imel kip LaFayetta. Ti trgi in kipi so bili odstranjeni leta 1954, da bi odprli pogled na Pavillon de l’Horloge.

### 20. stoletje

#### Grand Louvre in piramida
Leta 1983 je francoski predsednik François Mitterrand predlagal načrt Grand Louvre za obnovo stavbe in premestitev finančnega ministrstva iz Richelieuovega krila, kar je omogočilo uporabo celotne stavbe za razstave. Ameriški arhitekt I. M. Pei je zmagal na natečaju in predlagal modernistično stekleno piramido za osrednje dvorišče. Piramida in njeno podzemno preddverje sta bila odprta za javnost 29. marca 1989. Sporna pred začetkom je postala sprejeta pariška arhitekturna znamenitost. Druga faza načrta Grand Louvre, La Pyramide Inversée (Obrnjena piramida), je bila dokončana leta 1993.
V okviru projekta Grand Louvre je bila palača Louvre razdeljena na tri geografska območja (ali krila), poimenovana po paviljonih, skozi katere se vstopa iz recepcije pod piramido v Cour Napoléon: krilo Sully na vzhodu, „stari“ Louvre, ki obkroža Cour Carrée, krilo Richelieu na severu (na ulici Rivoli) in krilo Denon na jugu (meji na Seno).

### 21. stoletje
Od leta 2003 je nacionalna komisija za obnovo Tuilerij predlagala obnovo Tuilerijske palače. Od uničenja leta 1883 se slavna perspektiva Elizejskih poljan, ki se je končala na fasadi palače, zdaj konča na Slavoloku zmage, ki zdaj zaseda velik prazen prostor. Louvre, s svojo piramido na eni strani in Axe historique na Place de la Concorde-Champs-Élysées-Arc de Triomphe na drugi strani, niso poravnani na isti osi. Tuilerijska palača, ki je bila na stičišču teh dveh diverzantnih osi, je pomagala prikriti ta upogib osi.
Prav tako je poudarjeno, da mora muzej Louvre razširiti svoj tloris, da bi ustrezno prikazal vse svoje zbirke, in če bi bila Tuilerijska palača obnovljena, bi se Louvre lahko razširil vanjo. Predlaga se tudi obnova državnih stanovanj drugega cesarstva, kot so jih imeli leta 1871, saj so vse pohištvo in slike iz palače preživele ogenj iz leta 1871, ker so bile odstranjene leta 1870 na začetku francosko-pruske vojne in shranjene na varne lokacije. Danes so pohištvo in slike še vedno shranjeni v skladiščih in zaradi pomanjkanja prostora v Louvru niso javno razstavljeni. Trdijo so, da bi ponovna izgradnja državnih stanovanj v Tuilerijah omogočila prikaz teh zakladov drugega imperija, ki so trenutno skriti.

### Kronološki načrt izgradnje Louvra
Najstarejši del nadzemnega Louvra je jugozahodni vogal kvadratnega bloka, ki gleda na središče Pariza na vzhodu. Ta kotni del, ki ga sestavljajo krilo Lescot (1) in severna stran zahodnega dela južnega krila (2), je v 16. stoletju oblikoval Pierre Lescot, ki je zamenjal ustrezna krila srednjeveškega Louvra (ni prikazano). Kasneje v tem stoletju je bila dodana Petite Galerie (4), ki povezuje Louvre z odsekom zidu Karla V., ki je potekal vzdolž severnega brega Sene proti Tuilerijski palači (3, 5, 8, 11, 14; uničen). leta 1871). Okoli leta 1600, v času Henrika IV., je bil zid ob reki nadomeščen z Grande Galerie (6, 7), ki je zagotovila pokrit prehod od Louvra do Tuilerijske palače in kasneje prvi del Louvra, ki je postal muzej. Lescotovo krilo je bilo razširjeno proti severu z Lemercierjevim krilom (9) pod Ludvikom XIII., v drugi polovici 17. stoletja, v času vladanja Ludvika XIV., je bila Petite Galerie razširjena (10, 13) in zgrajena preostala krila okoli kvadratnega dvorišča (12, 16), vendar ni bilo popolnoma dokončano do prvega dela 19. stoletja pod Napoleonom, ki je poleg Rue de Rivoli dodal tudi Arc du Carrousel (17) in dele severnega krila (17). Kasneje v 19. stoletju je severno krilo nekoliko razširil (18) Ludvik XVIII. Od leta 1852 do 1857 je Napoleon III. povezal severno krilo s stavbami, ki obkrožajo kvadratno dvorišče z Richeliejevim krilom (19, severni del) in razširil Grande Galerie z Denonovim krilom (19, južni del). V letih 1861–1870 je njegov arhitekt Hector Lefuel opravil nadaljnje delo in zamenjal Pavillon de Flore in zahodni del Grande Galerie (7) ter dodal Pavillon des Sessions (20, znan tudi kot Pavillon des États). Leta 1874–1880 je zamenjal Pavillon de Marsan (15) in južno fasado sosednjega krila Marsan (21) razširil.
| 1  |  | 1546–1549   | Franc I., Henrik II.              | Pierre Lescot                                   |
| 2  |  | 1559–1574   | Franc II., Karel IX., Henrik III. | Pierre Lescot                                   |
| 3  |  | 1564–1570   | Katarina Medičejska               | Philibert Delorme                               |
| 4  |  | 1566 - 1999 | Katarina Medičejska               | Pierre Lescot                                   |
| 5  |  | 1570–1572   | Katarina Medičejska               | Jean Bullant                                    |
| 6  |  | 1595–1610   | Henrik IV.                        | Louis Métezeau                                  |
| 7  |  | 1595–1610   | Henrik IV.                        | Jacques II. Androuet du Cerceau                 |
| 8  |  | 1595–1610   | Henrik IV.                        | Jacques II Androuet du Cerceau                  |
| 9  |  | 1624–1654   | Ludvik XIII., Ludvik XIV.         | Jacques Lemercier                               |
| 10 |  | 1653–1655   | Ludvik XIV                        | Louis Le Vau                                    |
| 11 |  | 1659–1662   | Ludvik XIV                        | Ludvik Le Vau, Carlo Vigarani                   |
| 12 |  | 1659–1664   | Ludvik XIV                        | Ludvik Le Vau                                   |
| 13 |  | 1661–1664   | Ludvik XIV                        | Ludvik Le Vau                                   |
| 14 |  | 1664–1666   | Ludvik XIV                        | Ludvik Le Vau                                   |
| 15 |  | 1664–1666   | Ludvik XIV                        | Ludvik Le Vau                                   |
| 16 |  | 1667–1670   | Ludvik XIV                        | Ludvik Le Vau, Claude Perrault, Charles Le Brun |
| 17 |  | 1806–1811   | Napoleon I                        | Charles Percier, Pierre Fontaine                |
| 18 |  | 1816–1824   | Ludvik XVIII.                     | Pierre Fontaine                                 |
| 19 |  | 1852–1857   | Napoleon III.                     | Ludvik Visconti, Hector-Martin Lefuel           |
| 20 |  | 1861–1870   | Napoleon III                      | Hector-Martin Lefuel                            |
| 21 |  | 1874–1880   | Francoska Tretja republika        | Hector-Martin Lefuel                            |

## Galerija
- Francoske skulpture v Cour Marly v obnovljenem Richeliejevem krilu Grand Louvra
- Panoramski pogled na Cour Carrée, od osrednjega vodnjaka proti zahodu
- Cour Carrée Starega Louvra na zahodu (od leve proti desni: Aile Lescot, Pavillon Sully (de l'Horloge), Aile Lemercier)
- Palača Louvre, ki gleda na zahod čez Cour Napoleon in Piramida